# Goirle
Goirle (phát âmⓘ) là một đô thị và thị xã ở phía nam Hà Lan, ở tỉnh Noord-Brabant. Khu vực này thuộc một phần ngoại ô thành phố Tilburg.
Đô thị này gồm các làng Breehees và Riel.